# Prnjavor (Oprisavci)
Prnjavor je selo smješteno u Brodsko-posavskoj županiji, u sastavu općine Oprisavci.
Nalazi se 30 km od Slavonskog Broda te 26 km od Đakova. Koridor C5 prolazit će između Prnjavora i Svilaja.
Trenutno je u izgradnji naplatna kućica za ulaz na autocestu C5.

## Povijest
Prnjavor je u svom početku bio veliko imanje kojim su upravljale velike obitelji Trepšić, Ostojčić, Vučković, Risović i Bošnjaković. Neke od tih obitelji i danas žive na području tadašnjeg imanja koje je obuhvaćalo prostor od Save do sela Kupine i obuhvaćalo je i današnja sela Zoljane i Stružane. Trepšić je jedno od dominantnih prezimena u Prnjavoru.
Mještani sela uglavnom rade u firmama i bave se poljoprivredom ili u obližnjoj drvnoj industriji.
U selu je i DVD Prnjavor.2010.je podignut spomenik palom branitelju Ivanu Ostojčiću.

## Stanovništvo
| broj stanovnika | 242   | 243   | 207   | 262   | 279   | 315   | 301   | 331   | 313   | 321   | 298   | 276   | 253   | 231   | 242   | 232   | 182   |
|                 | 1857. | 1869. | 1880. | 1890. | 1900. | 1910. | 1921. | 1931. | 1948. | 1953. | 1961. | 1971. | 1981. | 1991. | 2001. | 2011. | 2021. |

## Šport
- NK Slavonija Prnjavor, 3. ŽNL Brodsko-posavska (2008./09.)